# Дама (игра)
Дама (фр. jeu de dames) је врста комбинаторне игре за два играча на табли од 100 црно-белих поља. Према неким изворима, ова игра је стара око 4.000 година. Дама је развијена од алкерка. Енглески назив игре „draughts“ потиче од глагола цртати или кретати се, док назив „checkers“ потиче од коцкасте табле на којој се игра. У свом развоју, она се играла на таблама с различитим бројем поља и различитим правилима. Познате су италијанска, руска, енглеска и турска дама (све на шаховској табли од 64 поља), те канадска (на табли од 144 поља).
Дама која се игра на табли од 100 поља (коју још називају међународна дама и пољска дама) настала је у Француској (Париз) 1723. Године 1894. играло се и прво првенство света на којем је победио Француз Исидор Вајс. Светска првенства се редовно играју од 1912. године. Светска федерација за даму (фр. Federation Mondiale du jeu de dames (ФМЈД)) основана је 1947. Оснивачи су били Француска, Холандија и Белгија.

## Историја
Игра дама спада међу најстарије мисаоне игре на плочи. У Уру је пронађена плоча која наликује на плочу за играње даме, која датира из 3000. године пре нове ере. У Британском музеју налазе се примерци древних египатских шаховских плоча, пронађени са њиховим фигурама у гробничним коморама, а игру је играла краљица Хатшепсут. Платон је поменуо игру,  πεττεία или petteia, која је египатског порекла, и Хомер је такође помиње. Начин хватања био је постављање две фигуре са обе стране противничког дела. Сматра се да је ова игра играна током Тројанског рата. Римљани су играли дериват петеије зван latrunculi, или игру малих војника. Фигуре, а спорадично и сама игра, звали су се calculi (каменчићи).
Немачки египтолог Хајнрих Бругш (1827−1894) тврди у својој књизи „Египатски загробни живот” да је игра дама старија и од самог Египта, јер су, по предању, даму играли египатски богови, као и становници царства мртвих. Платон у својим списима преноси мит о египатском богу Таот у који је играо даму на улог с богињом Луном и од ње зарадио седамдесети део сваког дана, те је из тог и закључак о настанку додатних пет дана у години.
У епохи феудализма постојало је 7 врлина витешког одгоја: јахање, пливање, бацање копља, мачевање, лов, играње даме и компоновање стихова у част владара и одабранице срца. Није стога ни чудно да Цервантес (1547−1616) у свом „Дон Кихоту” спомиње извесног Дон Гајфероса, који у жару игре дама („дамовница” = плоча за игру даме) заборавља на одабраницу срца:
У то време игра је и добила своје данашње име дама по најјачој фигури у игри, осим у неким језицима где се зове по обичним фигурама којима партија и започиње (руски: шашки, пољски: warcaby и сл.).
Током времена многи народи створили су свој властити облик игре, тако да се разликује: италијанска, турска, енглеска, канадска, старофранцуска, фрисландска, цејлонска, руска, чешка, пољска... дама. Осим неких правила те се игре разликују по броју фигура у почетној постави и плочи на којој се игра. У Канади, Шри Ланки, Малезији играју на плочи од 144 поља, у Шпанији од 46, а у већини осталих земаља на плочи од 64 поља.
Управо шароликост игре дама била је главна сметња њеном бржем развоју и популарности какву је на пример имао шах. Тек негдје у 17−18 веку настала је дама на плочи од 100 поља − „стопољка”, која је убрзо због својих нових квалитета постала међународна игра. Нова игра с правом се сврстала у ред најбољих мисаоних игара на плочи, заједно са глобално популарним шахом и кинеском игром го. По броју регистрираних играча дама је вероватно друга игра, иако по броју људи који је играју не заостаје за шахом, нарочито у Африци, Америци и у земљама бившег СССР.
Своју популарност игра дама може пре свега да захвали изузетно једноставним правилима, те изузетно богатим стратешко/тактичким могућностима. Едгар Алан По у приповеци „Убиства у Улици Морг” наводи:
„...једноставна игра захтева кудикамо већу способност размишљања и задаје уму више компликованих и корисних задатака, него привидна савршеност шаха. У шаху где су фигуре различите вредности и где су им присвојена различита и чудна правила кретања, компликованост, како то често бива, погрешно се прихвата за дубину...”

## Почеци игре у крајевима Југославије
У југословенским крајевима се најпре играла турска дама (Македонија, Босна и Херцеговина) па мешавина немачке, руске и италијанске даме. Игра је углавном егзистирала као дечја игра и није јој се придавао већи значај.
Тек 1973. у Југославији се први пут почиње организовано играти међународна дама. Игру је почео популаризовати загребачки студент М. Лепшић, који је превео књигу за почетнике, чији је аутор био светски првак у тој игри Куперман. Крајем 1974. у Загребу се оснива Загребачки дама клуб „Квиз“. Истовремено се клуб учлањује у Светску федерацију за игру даме (ФМЈД), а његови представници већ исте године учествују на 4 међународна турнира, од којих су и мушко, женско и омладинско првенство света, где су постигли скромне резултате. Године 1974. године организовано је прво неслужбено првенство Југославије, на којем су учествовали представници из три републике, а победио је М. Лепшић из Загреба, први југословенски дама мајстор.

## Правила игре
Табла за игру слична је шаховској само што уместо 64 има 100 поља (10х10), а састоји се од 50 тамних и 50 белих поља. Игра се по тамним пољима. Да би игра могла почети табла се мора поставити тако да је доње крајње поље са десне стране играча бело. Пре почетка постављају се фигуре, с обе стране плоче. Фигуре су такође тамне на једној, а беле на другој страни табле и у почетном положају све се зову обичне фигуре. (види слику).
Фигуре су округле плочице, нешто мањег промера од поља на табли. Нотација у дами је бројчана и свако поље има своју ознаку. Сваки играч има по двадесет фигура исте боје. Тамне фигуре се постављају на поља од 1 до 20, а беле од 31 до 50. Игру почиње бели. Циљ игре је да се освоје све противничке фигуре или им се онемогући следећи потез (блокада). Ако ниједан противник то не може учинити, партија се проглашава нерешеном (реми). Обична фигура се креће само напред за по једно поље по дијагонали у правцу противника. Кад она дође до противничке фигуре која иза себе има слободно поље, она ту фигуру мора прескочити и узети је. За узимање обична се фигура се може понекад кретати и уназад. Кад обична фигура дође до поља у последњем реду на страни противника, она се претвара у даму. Дама се састоји од две обичне фигуре, постављене једна на другу. Она се може кретати у свим правцима по дијагонали, за било колико празних поља. Дама је обавезна узети противничку фигуру, без обзира на растојање, ако се та фигура налази на истој дијагонали с њом и ако иза ње постоји празно поље. При узимању противничке се фигуре скидају с табле после завршеног потеза. За узимање фигуре дозвољено је вишеструко прелажење преко једног те истог поља, али се не сме два пута прескакати преко једне те исте фигуре.
У игри постоји безброј могућности, за тактичко надигравање противника, што даму чини занимљивом и атрактивном игром.

## Абецеда игре даме стопољке
Плоча и фигуре
Плоча за игру (дамовница) састоји се од 50 тамних и 50 светлих квадрата. Тамни се квадрати називају пољима и по њима се игра. Плоча се поставља тако да доње поље слева буде тамно. Пред почетак игре играчи (дамисти) постављају 20 белих, односно 20 црних фигура. Све су фигуре у почетном положају једнаке (округле плочице промера нешто мањег од поља), а зову се обичне или просте фигуре. По неким старијим изворима, оригинални назив за обичне фигуре у нашем језику је камен.
Нотација
У стопољки се за записивање партије и/или позиције користе бројеви, а први их је предложио Француз Манури у свом делу „Essai sur le Jeu de Dames” (1770). Свако поље има свој број од 1 до 50. У почетном положају црне фигуре се налазе на пољима од 1 до 20, а беле на пољима од 31 до 50. Потези се записују тако да се означи поље с којег се фигура помиче (почетно поље) и поље на којем се зауставља (завршно поље). Код обичног потеза без узимања (тзв. тихог потеза) између почетног и завршног поља ставља се повлака ( - ). Пример : 1.32-28, што значи да је бели у првом потезу одиграо фигуром с поља 32 на поље 28.
Код потеза с узимањем (тзв. ударног потеза) између почетног и завршног поља ставља се двотачка ( : ) или ознака "x". Кад се записује партија потребно је писати и редне бројеве потеза због контроле времена.
Сврха игре и кретање фигура
Даму играју два играча – противника. Први потез вуче бели, а даље се игра наизмјенично. Сврха је игре да се освоје све противникове фигуре или му се онемогући следећи потез (тзв. блокада). Ако ни једна страна не може да победи, партија завршава нерешено (ремијем). Обична фигура код тихог потеза може се помицати по једно поље укосо-напред, уколико је то суседно поље по дијагонали слободно. Тако бели у почетном положају може да одигра један од следећих девет потеза : 31-26 ; 31-27 ; 32-27 ; 32-28 ; 33-28 ; 33-29 ; 34-29; 34-30 или 35-30.
Кад фигура дође до противничке, иза које је по дијагонали слободно поље, онда ова може и мора прескочити противничку фигуру и узети је с плоче (нпр. 1.32-28 19-23 2.28:19 13:24 или 14:23 итд.). У једном потезу фигура може и мора узети онолико противничких фигура, колико их јој стоји на путу, али увек иза сваке противничке фигуре мора бити слободно поље. Фигуре се могу узимати и према напред и према назад, те при скакању прелазити из једне дијагонале у другу.
Кад обична фигура дође до задњег реда на страни противника (тзв. даминог реда – бели на једно од поља 1 до 5, а црни 46 до 50), онда се она претвара (промовише) у даму.
Дама је нова фигура, с новим својствима. Означава се с две истобојне фигуре, на постојећу фигуру поставља се још једна која је раније скинута с плоче („узео” ју је противник). У игри је могуће имати истовремено више дама. Дама се може кретати по дијагонали за било колико празних поља, у било ком смеру (као шаховски ловац). Она може узимати и бити узета. Дама може и мора узети противничку фигуру (даму или обичну) без обзира на удаљеност ако је иза те фигуре једно или више слободних поља. Ако при узимању дама може стати на такво поље с којег је могуће наставити узимање, онда је она обавезна да стане управо на то поље и да настави са узимањем. У противном, дама се може зауставити на било ком слободном пољу иза прескочене фигуре.
Посебна правила узимања
1. Кад постоји више могућности узимања, увек се обавезно узима тако да се с плоче скине највећи број противничких фигура (тзв. правило већине).
2. Ако обична фигура при узимању дође до задњег реда противника и може даље узимати као обична, онда она наставља узимање, али и даље остаје обична фигура (нема промоције).
3. Ако обична фигура дође до задњег реда, а даље по правилима обичне не може узимати, она се претвара у даму. Нова дама добија своја права кретања тек у следећем потезу.
4. При узимању противничке се фигуре скидају с плоче тек након завршетка потеза, тј. кад се фигура која узима заустави на завршном пољу.
5. При узимању се не сме у једном потезу вишеструко прескакати преко исте противничке фигуре.
6. При узимању дозвољено је вишеструко прелажење преко истог слободног поља.